# Gerronema albidum
Gerronema albidum är en svampart som först beskrevs av Elias Fries, och fick sitt nu gällande namn av Rolf Singer 1962. Gerronema albidum ingår i släktet Gerronema och familjen Marasmiaceae.   Inga underarter finns listade i Catalogue of Life.